# Plessis-Saint-Benoist
Plessis-Saint-Benoist è un comune francese di 317 abitanti situato nel dipartimento dell'Essonne nella regione dell'Île-de-France.

## Società

### Evoluzione demografica
Abitanti censiti